# Danaguán de Cuyo
Danaguán (Damawan) es un barrio rural  sede del municipio filipino de quinta categoría de Magsaysay perteneciente a la provincia  de Paragua en Mimaro,  Región IV-B.

## Geografía
Este barrio  se encuentra en  la isla de Gran Cuyo situada  en el mar de Joló en las  Islas de Cuyos, archipiélago formado por  cerca de 45 islas situadas al noreste de la isla  de Paragua (Puerto Princesa), al sur de Mindoro (San José) y al oeste de la de  Panay (Iloílo).
Este barrio  ocupa la parte septentrional de la isla lindando al norte con el barrio de Rizal y la bahía del mismo nombre, al sur con el de Emilod: al este  Lucbuán; y al oeste con los de Los Ángeles y de Igabas.

### Demografía
El barrio  de Danaguán   contaba  en mayo de 2010 con una población de 668  habitantes, siendo el segundo  barrio más poblado de su municipio.

## Historia
El 18 de junio de 1961 fue creado el municipio de Magsaysay formado por los siguientes barrios segregados del término de Cuyo: Los Ángeles, Rizal, Lucbuán, Igabas, Imilod, Balaguén, Danaguán, Cocoro, Patonga, Tagawayan, Siparay y Canipo.
El ayuntamiento se situará en el barrio de Danaguán.